# Fundação Dr. António Cupertino de Miranda
A Fundação Dr. António Cupertino de Miranda localiza-se na freguesia de Aldoar, cidade, concelho e distrito do Porto, em Portugal.
É uma fundação instituída em 1964 por António Cupertino de Miranda com objectivos na área cultural e educacional.